# Agenzia Alfa
Agenzia Alfa est une bande dessinée italienne (ou Fumetti) de science-fiction en noir et blanc, publiée  deux fois par an en Italie depuis 1997 par Sergio Bonelli Editore. Il s'agit d'un spin-off de la série Nathan Never dont les publications, de la longueur d'un roman, comprennent tous les personnages Alfa.

### Pages connexes
- Fumetti
- Nathan Never